# Charles Goirand de Labaume
Pour les articles homonymes, voir Labaume.
Charles Goirand de Labaume est un homme politique français, né le 10 août 1799 à Uzès (Gard) et mort le 2 septembre 1867 à Vichy (Allier). 

## Mandats et fonctions

### Mandat électif
- Député du Gard (1844-1846)

### Fonction
- Conseiller à la Cour d'appel de Nîmes
- Premier président de la Cour impériale de Montpellier

## Distinction
- Chevalier de la Légion d'honneur

## Sources
- « Charles Goirand de Labaume », dans Adolphe Robert et Gaston Cougny, Dictionnaire des parlementaires français, Edgar Bourloton, 1889-1891 [détail de l’édition]